# 4816-os mellékút (Magyarország)
A 4816-os mellékút egy közel 9 kilométeres hosszúságú, négy számjegyű mellékút Hajdú-Bihar vármegye területén. Ma csak Hajdúszovát és Derecske között húzódik, de a kilométer-számozása arra utal, hogy eredetileg majdnem 10 kilométerrel hosszabb volt, így feltehetőleg Hajdúszoboszlón indult, a 4-es főútból kiágazva. Ez a Hajdúszoboszló-Hajdúszovát közti szakasz 2021-es állapot szerint a 4804-es útszámozást viseli.

## Nyomvonala
Hajdúszovát központjában indul, a 4805-ös útból kiágazva, annak majdnem pontosan a 15. kilométerénél, kelet felé; kilométer-számozása szerint ezen a ponton – 2021-es állapot szerint – már a 9+950-es kilométerszelvényénél jár. Kezdeti szakasza a Maklári Pap Mór utca nevet viseli, majd két sarok után délkelet felé fordul és a Batthyány utca nevet veszi fel. Mintegy másfél kilométer után lép ki a település lakott területei közül, négy kilométer megtételét követően pedig már Derecske határai között jár. Röviddel ezután csomóponttal keresztezi az M35-ös autópálya nyomvonalát, amely itt kicsivel az 59. kilométere után jár. Derecske belterületére érve a Kossuth utca nevet veszi fel, és így is ér véget, a település központjában, beletorkollva a 47-es főút 21+200-as kilométerszelvényénél lévő körforgalomba; kilométer-számozása szerint ezen a ponton – 2021-es állapot szerint – a 18+632-es kilométerszelvényénél jár. Egyenes folytatásaként indul a főútból az ellenkező irányban kiágazva a 4811-es út.
Teljes hossza, az országos közutak térképes nyilvántartását szolgáló kira.kozut.hu adatbázisa szerint 8,682 kilométer.

## Története
A Kartográfiai Vállalat 1990-ben megjelentetett Magyarország autóatlasza a teljes szakaszát kiépített, portalanított útként szerepelteti.
2006 végétől, az M35-ös autópálya Debrecent elkerülő szakaszának átadása után az út forgalma jelentősen megnőtt. A román határ irányába tartó kamionok a 4816-os úton keresztül haladtak tovább. Erre az út nem volt alkalmas és a környező házak állapota is romlott. Ezért 2010 szeptemberében 20 tonnás forgalomkorlátozást vezettek be.

## Települések az út mentén
- Hajdúszovát
- Derecske